# Afrobasket de 1965
O FIBA Afrobasket 1965 foi a terceira edição da competição continental organizada pela FIBA África, sucursal da Federação Internacional de Basquetebol na África.
O torneio contou com seleções de cinco países que jogaram entre si, sendo que a classificação final no Grupo Único seria determinante para as posições no pódio e para as colocações mais derradeiras.

## Quadro de Medalhas
| Rk | Seleção      | V-D |
| -- | ------------ | --- |
| 1  | MAR Marrocos | 4-0 |
| 2  | TUN Tunísia  | 2-2 |
| 3  | ALG Argélia  | 2-2 |
| 4  | SEN Senegal  | 1-3 |
| 5  | Líbia        | 1-3 |

### Partidas
|  |  | Argélia | 57–46 | Senegal |  | Tunes |  |

|  |  | Tunísia | 55–58 | Líbia |  | Tunes |  |

|  |  | Tunísia | 55–58 | Argélia |  | Tunes |  |

|  |  | Marrocos | 59–44 | Senegal |  | Tunes |  |

|  |  | Líbia | 45–79 | Marrocos |  | Tunes |  |

|  |  | Argélia | 39–83 | Marrocos |  | Tunes |  |

|  |  | Tunísia | 57–70 | Marrocos |  | Tunes |  |

|  |  | Líbia | 50–62 | Argélia |  | Tunes |  |